# إبراهيم كندي سفلي
إبراهيم كندي سفلي هي قرية في مقاطعة بارس أباد، إيران. عدد سكان هذه القرية هو 190 في سنة 2006.